# Colasposoma ovatum
Colasposoma ovatum é uma espécie de escaravelho de folha do Senegal. A espécie foi primeiro descrita em 1923 por Julien Achard, na região de Sédhiou em Casamansa.